# Witold Górka
Witold Górka (1945-2013) – fotograf; zajmował się fotografią reportażową i artystyczną. Autor m.in. fotografii przedstawiających wydarzenia sierpnia 1980.

## Życiorys
Urodził się 5 kwietnia 1945 w Krakowie. W latach 1964–1971 studiował architekturę na Politechnice Krakowskiej. Uzyskał absolutorium, jego promotorem miał być prof. Witold Korski, jednak w 1971, podczas stażu w Biurze Projektów „Metroprojekt”, zrezygnował z pisania pracy dyplomowej i postanowił poświęcić się fotografii.
W latach od 1972- do 1974 lub 1977 pracował jako fotograf w Pracowni Fotografii Akademii Rolniczej w Krakowie. Później przeniósł się do Pracowni Fotografii Akademii Sztuk Pięknych, gdzie rozpoczął zajęcia ze studentami. Jednocześnie rozpoczął karierę jako reportażysta i twórca fotografii artystycznej.
Członek „Grupy Roboczej” w latach 1976–1979. Od 1978 członek Związku Polskich Artystów Fotografików, w latach 90. – członek Komisji Kwalifikacyjnej ZPAF.
W 1983 roku otrzymał Stypendium Miasta Krakowa. Wyróżniony nagrodą „The Olympus 70th Anniversary International Contest” w roku 1989 oraz „Grand Prix Photographique du Grand Passage” w roku 1992.
Fotografie Witolda Górki znajdują się w Archiwum Ośrodka KARTA, a także w zbiorach m.in. w Muzeum Sztuki w Łodzi, Muzeum Narodowego we Wrocławiu i Biblioteki Królewskiej w Kopenhadze.

## Wystawy
Prace Witolda Górki prezentowano na kilkudziesięciu wystawach zbiorowych i indywidualnych, m.in.:
Udział w wystawach zbiorowych:
- II i III pokaz Grupy Roboczej – Galeria ZPAF, Kraków, Galeria ZPAF, Warszawa, 1976
- „Fotografia polska” – Francja, 1976
- IV pokaz Grupy Roboczej, Galeria ZPAF, Kraków 1977
- „Fotografia polska” – Mediolan, Zagrzeb, 1977
- „Okręg Krakowski ZPAF”, Galeria ZPAF, Kraków, 1979
- „Gdańsk Sierpień 80”, Galeria ZPAF, Kraków, 1980
- „Gdańsk 80”, Muzeum Sztuki w Łodzi, 1980
- „Gdańsk Sierpień 80”, Galeria w Gdańsku i Warszawie, Galeria „Odnowa” w Poznaniu, 1980
- „Wydarzenia 56, 68, 70, 76, 80”, Galeria ZPAF, Kraków, 1981
- „Krakowski Rynek”, Galeria ZPAF, Kraków, Galeria ZPAF, Warszawa, 1982
- „Zwyczaje i obyczaje krakowskie”, Galeria ZPAF, Kraków, Galeria ZPAF, Warszawa, 1983
- „Fotografie”, Galeria Foto-Video, Kraków, 1984
- „Okręg Krakowski ZPAF”, Galeria ZPAF, Kraków i MPiK w Rzeszowie, 1985
- „Polska Współczesna Fotografia Artystyczna”, Galeria Zachęta, Warszawa, 1985
- „Fotografie”, Galeria Zachęta, Warszawa, 1985
- „Erotyzm Satyra” Gauss Fotografiskt Galery, Sztokholm, 1987

Wystawy indywidualne:
- „Gęby”, Galeria Foto-Video, Kraków, 1985
- „Gęby”, Galeria Hybrydy, Warszawa, 1987
- „Fotografie”, Galeria ZPAF, Kraków, 1991
- „Gęby” Galeria SARP, Kraków, 2010
- „Witold Górka – retrospektywa”, Galeria ZPAF, Kraków, 2015[1]